# Ignaz Till
Ignaz Till (* 11. Dezember 1891 in Csorna; † 14. Oktober 1945 in Eisenstadt) war ein österreichischer Kleinhändler und Politiker (SPÖ). Till war verheiratet, Abgeordneter zum Burgenländischen Landtag und Landesrat in der Burgenländischen Landesregierung. 
Ignaz Till wurde als Sohn des Blaufärbers Franz Till aus Frauenkirchen geboren. Er besuchte die Volksschule in Frauenkirchen sowie verschiedene Fach- und Handelskurse. Er war als Kellner in Pécs tätig und leistete zwischen 1914 und 1918 den Militärdienst ab, wobei er eine schwere Verwundung erlitt. Nach dem Ende des Krieges war Till in der Räterepublik 1919 Bezirkskommissär in der Wieselburger Gespanschaft (Bezirk Neusiedl am See) sowie Mitglied des Komitatsrates und des Gaurates für das autonome Deutsch-Westungarn. Im Anschluss emigrierte er nach Österreich. Er war in der Folge von 1919 bis 1920 Soldatenrat in Wien und bis zum 9. Jänner 1921 Obmann des sozialdemokratischen Landesverbandes der w-u. Kriegsinvaliden, Witwen und Waisen und ehemaligen Kriegsteilnehmer in Wien. Ab Herbst 1921 hatte Till zudem den Vorsitz des „Burgenländischen Heimatdienstes“ in Wien inne und war ab Herbst 1921 im „Ödenburger Heimatdienst“ tätig. Till wurde am 27. Jänner 1922 Mitglied der Verwaltungsstelle für das Burgenland und nahm am 9. Jänner 1921 an der Gründung der Sozialdemokratischen Arbeiterpartei Burgenland in Wiener Neustadt teil. Er gehörte zwischen 1922 und 1934 als Mitglied dem Landesparteivorstand der Sozialdemokratischen Partei im Burgenland an und war zwischen 1926 und 1934 Landesparteiobmann-Stellvertreter. 
Till war vom 15. Juli 1922 bis zum 12. Februar 1934 Abgeordneter zum Burgenländischen Landtag und hatte zwischen dem 4. Jänner 1924 und dem 12. Februar 1934 das Amt eines Landesrates in der Burgenländischen Landesregierung inne. Till verlor im Zuge der Niederschlagung der Februarkämpfe und dem Verbot der Sozialdemokratischen Arbeiterpartei seine Mandate und war zwischen 1934 und 1938 dreizehn Monate in Haft bzw. stand unter dauernder polizeilicher Beobachtung. Am 20. September 1944 wurde Till in das KZ Dachau verschleppt, wo er bis zur Befreiung am 5. Mai 1945 inhaftiert war. Till kehrte im Juli 1945 nach längerem Spitalsaufenthalt ins Burgenland zurück und war provisorischer Landesparteiobmann der SPÖ sowie Mitglied im Provisorischen Landesausschuss, verstarb jedoch bereits im Oktober 1945. 